# Sławomir Mentzen
Sławomir Jerzy Mentzen (ur. 20 listopada 1986 w Toruniu) – polski polityk, przedsiębiorca i doradca podatkowy, doktor nauk ekonomicznych. Od 2022 prezes partii Nowa Nadzieja, od 2023 współprzewodniczący rady liderów federacyjnego ugrupowania Konfederacja Wolność i Niepodległość, poseł na Sejm X kadencji. Kandydat na urząd prezydenta RP w wyborach w 2025.

## Życiorys

### Wykształcenie
Absolwent Gimnazjum i Liceum Akademickiego w Toruniu. Początkowo studiował informatykę na Uniwersytecie Jagiellońskim. W 2010 ukończył magisterskie studia ekonomiczne na Uniwersytecie Mikołaja Kopernika w Toruniu. W 2012 obronił również licencjat z fizyki teoretycznej na UMK. W czasie studiów w Toruniu działał w korporacji akademickiej Kujawja, po czym został jej filistrem.
W 2015 na UMK w Toruniu uzyskał stopień doktora nauk ekonomicznych na podstawie dysertacji napisanej pod kierunkiem prof. Józefa Stawickiego i dotyczącej długu publicznego (pt. Optymalizacja poziomu długu publicznego w świetle ekonomii matematycznej). W 2017 uzyskał wpis na listę doradców podatkowych.

### Działalność zawodowa

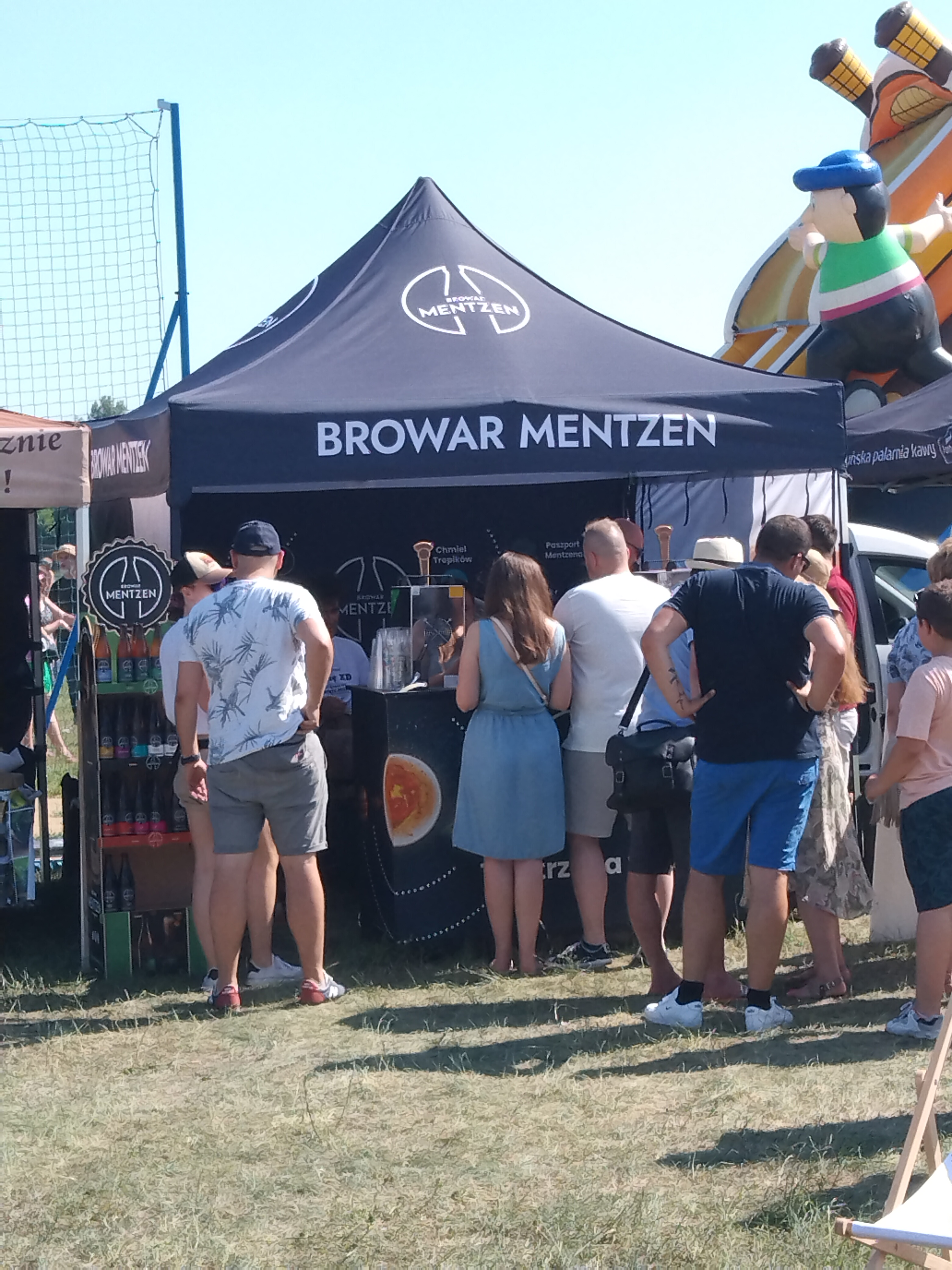
Stanowisko Browaru Mentzen na Dniach Torunia (2022)

W 2011 przejął likwidowany z powodu upadłości kantor wymiany walut na toruńskim Starym Mieście. W 2014 zamknął kantor, a zysk zainwestował w uruchomienie sklepu z bronią z namowy przyjaciela Jacka Hogi (również filistra Kujawji, byłego kandydata wyborczego Ligi Polskich Rodzin i partii Wolność i Praworządność) oraz firmy księgowej Amicus ze wspólnikiem Karolem Kapicą. W 2013 założył z Karolem Kapicą kancelarię Mentzen i Kapica, świadczącą usługi rachunkowo-księgowe oraz zajmującą się doradztwem podatkowym. W 2014 zasiadł na dwa lata w radzie fundacji „Ad Arma”, działającej na rzecz powszechnego dostępu do broni i prowadzącej w 2025 sklep z bronią; w 2015 wraz z prezesem fundacji Jackiem Hogą odwiedził posła partii KORWiN Przemysława Wiplera w celach lobbystycznych. W 2016 został prezesem zarządu biura rachunkowego Amicus (od 2023 Mentzen Holding). W 2019 jego kancelaria zdobyła 30% rynku usług podatkowych związanych z wprowadzoną wówczas ulgą IP Box, stając się jego liderem. W 2020 rozpoczął produkcję kraftowego piwa sygnowanego nazwą Browar Mentzen. W 2020 został prezesem założonej przez siebie organizacji pracodawców Kongres Polskiego Biznesu.
W 2021 założył kancelarię podatkową pod nazwą Kancelaria Mentzen, która otworzyła oddziały w Toruniu, Warszawie i Gdańsku. Pod koniec 2023 kupił spółkę akcyjną Kevantotill Investments, przemianowaną następnie na Mentzen S.A., od Christiana Guya Gaunta, przedstawiciela „sklepu ze spółkami” Vistra w Polsce. Rozpoczął także organizację Fundacji Rodzinnej Mentzen.
Był zaangażowany w działalność takich przedsiębiorstw, jak biuro podatkowe Tax Consulting w Pile i Pub Mentzen. Członek Izby Przemysłowo-Handlowej w Toruniu oraz Krajowej Izby Doradców Podatkowych. Został także sponsorem klubu sportowego Start Toruń.

### Działalność polityczna do 2024

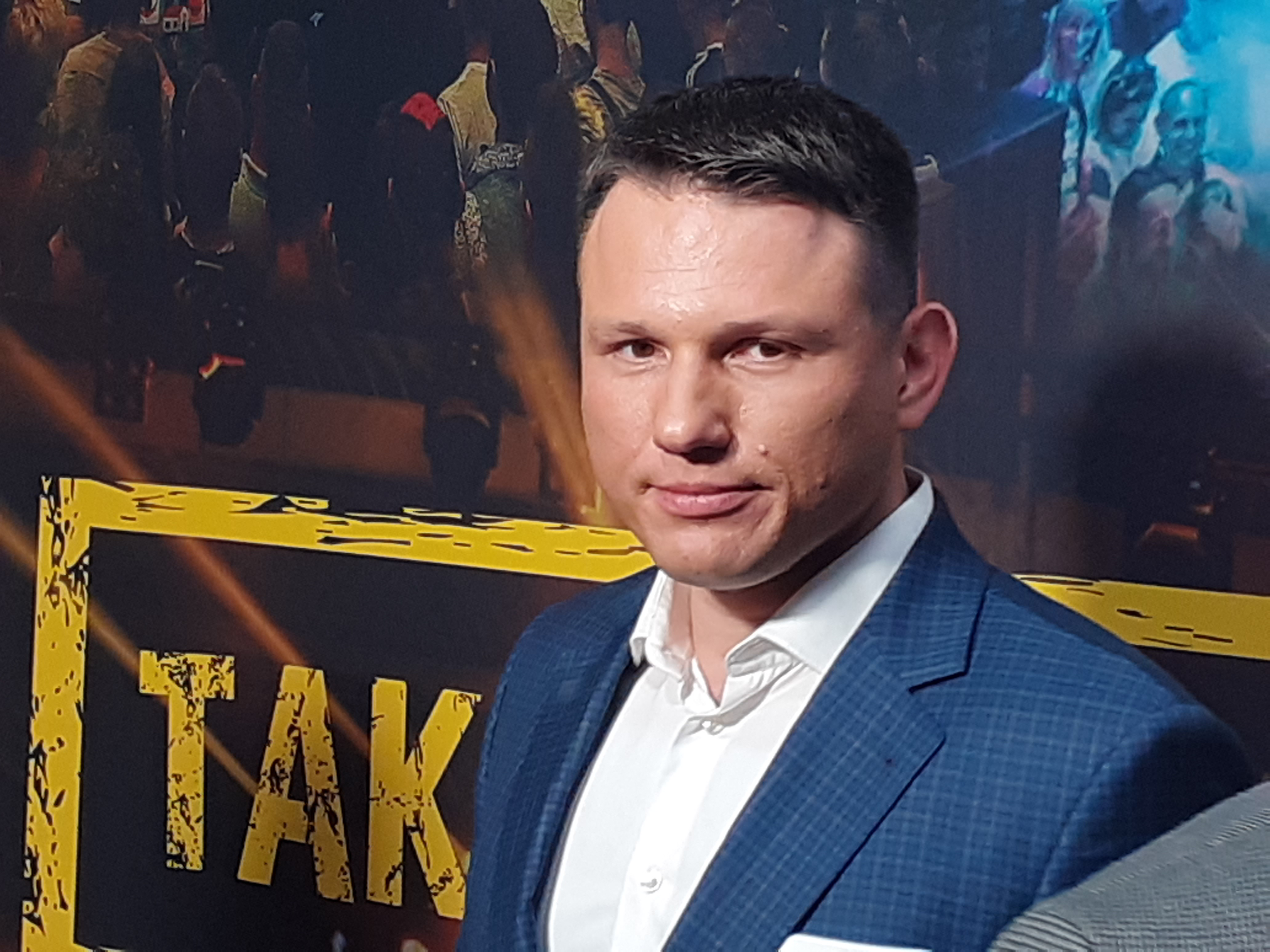
Sławomir Mentzen podczas finału trasy „Bosak i Mentzen NA ŻYWO!” w Warszawie (2023)

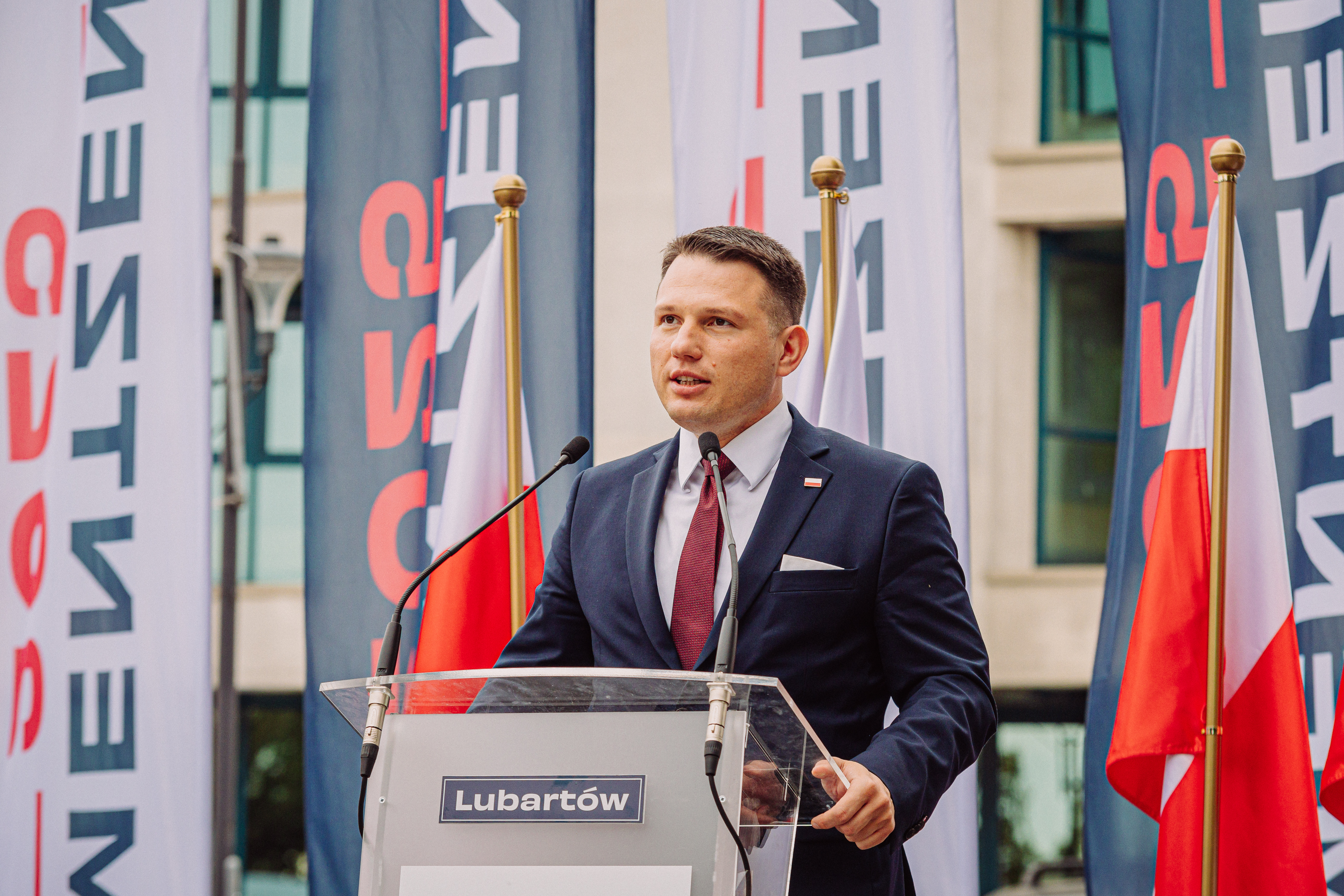
Sławomir Mentzen podczas trasy przedwyborczej w Lubartowie (2024)

Przejął sympatie polityczne ojca, wykładowcy matematyki na UMK Mieczysława Mentzena, który był czytelnikiem tygodnika „Najwyższy Czas!” i innych pism Janusza Korwin-Mikkego. Według własnej relacji został zwolennikiem Korwin-Mikkego w wieku 18 lat po przeczytaniu jego zbioru felietonów Naprawić Polskę? No problem! (2004).
W 2007 wziął udział w kampanii wyborczej Unii Polityki Realnej, która wystawiła kandydatów do Senatu RP z listy Ligi Polskich Rodzin w ówczesnych wyborach parlamentarnych. Następnie w tym samym roku wstąpił do UPR. Został szefem oddziału partii w Toruniu i kierował nim przez dwa lata. Angażował się w dyskusje ekonomiczne jako zwolennik szkoły austriackiej, interesował się tylko polityką na szczeblu krajowym, nie był szerzej znany w toruńskim środowisku politycznym. Popierał Janusza Korwin-Mikkego w sporze wewnątrzpartyjnym, który zakończył się odejściem tego polityka z UPR w październiku 2009. Sam także przerwał działalność polityczną w 2009 i zajął się studiami oraz biznesem.
Był rozważany jako kandydat otwierający toruńską listę komitetu Kukiz’15 w wyborach parlamentarnych w 2015.
W 2015 został działaczem partii KORWiN za namową jej wiceprezesa i współzałożyciela, Przemysława Wiplera. Dzięki protekcji Wiplera objął w niej funkcję prezesa okręgu toruńskiego i przewodniczącego rady naukowej, w 2016 wszedł do zarządu, a w 2017 został wybrany na wiceprezesa ugrupowania. W 2017 został publicystą konserwatywnego pisma „Magna Polonia”. Pisał też dla portalu konserwatyzm.pl, którym kierował Adam Wielomski.
W wyborach samorządowych w 2018 kandydował z własnego komitetu na prezydenta Torunia, zajmując piąte miejsce z wynikiem 3,94% głosów. Nie uzyskał też wówczas mandatu radnego miejskiego.
W 2019 roku partia KORWiN weszła w skład koalicji politycznej Konfederacja KORWiN Braun Liroy Narodowcy. Z jej ramienia Sławomir Mentzen bez powodzenia kandydował w wyborach do Parlamentu Europejskiego. W tym samym roku Koalicja została zarejestrowana jako partia polityczna Konfederacja Wolność i Niepodległość. Sławomir Mentzen zasiadł w jej radzie liderów, a także był autorem programu gospodarczego nowego ugrupowania, który zaprezentował podczas konwencji wyborczej Konfederacji we wrześniu 2019 jako „Pakiet Polskiego Przedsiębiorcy”. W wyborach do Sejmu w tym samym roku otwierał jej listę w okręgu toruńskim, nie uzyskując mandatu.
15 października 2022 na kongresie partii KORWiN jej prezes Janusz Korwin-Mikke złożył rezygnację, a Sławomir Mentzen został wybrany na jego następcę. Otrzymał 302 głosy „za” przy 14 głosach „przeciw” (10 osób wstrzymało się od głosu). Został zaprezentowany przez konferansjera kongresu Marcina Sypniewskiego jako jedyny uczeń Korwin-Mikkego słowami nawiązującymi do amerykańskiej sagi filmowej Gwiezdne wojny. 29 listopada ogłosił przemianowanie ugrupowania na Nową Nadzieję. 14 lutego 2023 został (wraz z Krzysztofem Bosakiem z Ruchu Narodowego) współprzewodniczącym rady liderów Konfederacji.
W wyborach parlamentarnych w 2023 kandydował jako lider Konfederacji w okręgu warszawskim. Uzyskał mandat posła X kadencji, otrzymując 101 269 głosów (5,91% głosów oddanych w okręgu). W sierpniu 2024 Rada Liderów Konfederacji wskazała go jako kandydata na stanowisko prezydenta RP w wyborach prezydenckich w 2025.

### Działalność medialna
Stał się najpopularniejszym polskim politykiem na platformie TikTok (w styczniu 2023 jego materiały uzyskały ponad 40 milionów wyświetleń). Popularność zyskał m.in. zamieszczanymi w Internecie materiałami filmowymi na temat Polskiego Ładu. W udzielanych wywiadach twierdził, że „nie jest politykiem, tylko TikTokerem”.
Został najpopularniejszym polskim prawicowym politykiem w serwisie YouTube (w kwietniu 2025 jego kanał odnotował ponad 265 milionów wyświetleń, mając przy tym prawie 800 tysięcy subskrybentów). W lipcu 2025 za przekroczenie miliona subskrypcji otrzymał złoty przycisk serwisu YouTube.
26 marca 2025 miał miejsce wywiad ze Sławomirem Mentzenem na Kanale Zero. W szczytowym momencie oglądało go ponad 225 tys. osób, co jest jednym z najwyższych wyników polskich kanałów YouTube. Wywiad stał się też najpopularniejszą w tamtym momencie transmisją na żywo na YouTube na całym świecie.

### Wybory prezydenckie w 2025
W styczniu 2025 złożył do Państwowej Komisji Wyborczej 250 000 podpisów popierających jego kandydaturę. Został zarejestrowany jako pierwszy ze wszystkich kandydatów.
Podczas prezydenckiej kampanii wyborczej, został oskarżony przez posła Sławomira Ćwika m.in. o sprzeniewierzenie środków uzyskanych od inwestorów i próbę uniknięcia podatków w ramach działalności jego firmy Mentzen S.A. W odpowiedzi na zarzuty Mentzen pozwał Ćwika najpierw w trybie cywilnym, a następnie również w trybie wyborczym. Sąd oddalił wniosek w trybie wyborczym ze względu na to, że nie zasługiwał na uwzględnienie.
2 kwietnia 2025 z mównicy sejmowej rozpowszechnił fałszywą informację, według której Szymon Hołownia rzekomo zapraszał do Sejmu nielegalnych imigrantów. Tego samego miesiąca prawomocnie przegrał proces wytyczony mu przez Hołownię i zmuszony został opublikować na mediach społecznościowych sprostowanie.
Wziął udział w dwóch debatach prezydenckich zorganizowanych przez Telewizję Republika, których terminy przypadły na 4 kwietnia i 9 maja 2025. 29 kwietnia 2025 był uczestnikiem debaty w studiu Super Expressu, a 12 maja 2025 w studiu Telewizji Polskiej będącej jednocześnie ostatnią przed I turą wyborów.
W pierwszej turze wyborów uzyskał wynik 14,81% poparcia, co stanowiło 2 902 448 oddanych głosów. Nie poparł żadnego z dwóch kandydatów ubiegających się o urząd prezydenta w drugiej turze wyborów. Złożył propozycję negocjacji Rafałowi Trzaskowskiemu i Karolowi Nawrockiemu, których elementem miałoby być podpisanie deklaracji z ośmioma postulatami przygotowanymi przez Mentzena. 22 maja 2025 odbył transmitowaną na żywo rozmowę z Karolem Nawrockim, podczas której doszło do podpisania deklaracji, a 24 maja 2025 z Rafałem Trzaskowskim.

## Poglądy
Deklaruje się jako monarchista i konserwatywny liberał. Jego poglądy były określane przez część publicystów i dziennikarzy jako prawicowe lub skrajnie prawicowe. Demokrację nazwał „dziwnym, głupim ustrojem”. Twierdzi, że historia XX wieku pokazuje, że kraje w których przeprowadzono w sposób trwały reformy wolnorynkowe, nie były demokracjami. Jako przykłady podaje Chile (w okresie dyktatury Pinocheta), Singapur i Koreę Południową. W jego ocenie „konserwatywny i katolicki światopogląd to zdroworozsądkowy wybór najbardziej sprawdzonego systemu wartości”.
Zwolennik przywrócenia kary śmierci dla morderców, których „wina jest bezdyskusyjna”. Zdeklarowany przeciwnik aborcji, którą przyrównywał do morderstwa. Wyklucza on możliwość jej dokonania w każdym przypadku, przy czym popiera jej niekaranie w przypadku, gdy ciąża jest wynikiem gwałtu lub gdy do śmierci dziecka poczętego doszło w następstwie leczenia mającego na celu zapobieżenie śmierci kobiety lub ciężkiemu uszczerbkowi na jej zdrowiu. W pozostałych przypadkach (innych niż ratowanie życia kobiety, zapobieżenie ciężkiemu uszczerbkowi na jej zdrowiu lub gdy ciąża jest wynikiem gwałtu) popierał karanie kobiet oraz lekarzy dokonujących aborcji.
Deklaruje się jako eurosceptyk. W przeszłości wypowiadał się przeciwko członkostwu Polski w Unii Europejskiej, później jednak próbował zdystansować się od tego stanowiska, wskazując m.in. na stosunek polskiego społeczeństwa do członkostwa w UE. Samą wspólnotę nazwał państwem totalitarnym. W 2023 powiedział: W tym momencie najbliżej faszyzmu to jest Unia Europejska. Krytykuje politykę klimatyczną UE, w tym Europejski Zielony Ład, argumentując, że doprowadzi m.in. do wzrostu cen energii. Ponadto krytykuje politykę migracyjną UE; chce odrzucenia paktu migracyjnego. Sprzeciwia się jakiejkolwiek imigracji do Polski z krajów odmiennych kulturowo.
Opowiadał się za wprowadzeniem powszechnych szkoleń wojskowych. Miałyby one obowiązywać osoby po zdanej maturze, ale przed rozpoczęciem studiów. Apelował o wypowiedzenie przez Polskę konwencji o zakazie użycia, składowania, produkcji i przekazywania min przeciwpiechotnych oraz o ich zniszczeniu. Jest zwolennikiem liberalizacji ustawy o broni i amunicji.
Opowiada się za „pełną wolnością słowa na wzór amerykański”, jednocześnie wspierając przepisy kryminalizujące obrazę uczuć religijnych. Sprzeciwia się cenzurze ze strony państwa oraz korporacji technologicznych. Postuluje dekryminalizację pokera, marihuany i „ograniczenie ingerencji urzędników w życie prywatne obywateli”. Jest przeciwnikiem wprowadzenia ustawy o mowie nienawiści.
Zwolennik wolnego rynku i liberalizmu gospodarczego. Postulował obniżenie i uproszczenie podatków, a także oparcie systemu fiskalnego na podatku VAT. Proponował likwidację podatków od spadków, mieszkań, kryptowalut i emerytur, jak i tzw. „podatku Belki”. Opowiadał się za liniowym podatkiem dochodowym i podniesieniem kwoty wolnej od podatku PIT do kwoty w wysokości 12-krotności pensji minimalnej. Zaproponował wprowadzenie zmian w podatku ryczałtowym dla przedsiębiorców, by zamiast dziesięciu stawek istniały tylko dwie.
Uważa, że obniżeniu podatków powinno towarzyszyć obniżenie wydatków państwa na usługi publiczne, administrację i programy socjalne. Wypowiadał się przychylnie o likwidacji wielu świadczeń społecznych, w tym programu Rodzina 800 plus czy 13. i 14. emerytury. Według niego, państwo nie powinno „rozdawać pieniędzy ludziom, którzy nie chcą pracować”. Jest za zlikwidowaniem obowiązkowego ubezpieczenia społecznego, jak i całego ZUS-u, który określił jako piramidę finansową. Wypowiadał się za odpłatną edukacją wyższą, za likwidacją Ministerstwa Edukacji Narodowej i za rozwojem edukacji domowej. Ponadto, w celu oszczędności, proponował likwidację Senatu, TVP, Poczty Polskiej, stanowiska Ministra ds. Równości czy urzędów pracy.
Uważa, że problemy polskiej służby zdrowia nie wynikają z braku pieniędzy, lecz z powodu Narodowego Funduszu Zdrowia, który Mentzen uważa za monopol państwowy. W związku z tym opowiada się za jego likwidacją i wprowadzeniem w jego miejsce konkurujących ze sobą publicznych i prywatnych kas chorych. Jako przykłady podawał m.in. Niemcy i Singapur; publicysta portalu Forsal.pl Radosław Ditrich skrytykował jego rozwiązanie, podkreślając m.in. wyższy udział Niemiec w finansowaniu służby zdrowia oraz mikropaństwowy charakter Singapuru, gdzie odsetek wypadków samochodowych czy alkoholizmu wśród obywateli jest współcześnie znacznie niższy niż w Polsce. Mentzen postulował także „daleko idącą” prywatyzację służby zdrowia oraz wprowadzenie bonu zdrowotnego. Jest zwolennikiem deregulacji zawodu lekarza, aby umożliwić leczenie osobom bez wykształcenia medycznego.
Sprzeciwia się polityce mającej na celu ograniczenie globalnego ocieplenia; umniejsza negatywną wagę konsekwencji spowodowanych tym zjawiskiem oraz zarzuca tak prowadzonej polityce wysokie koszty i negatywny wpływ na gospodarkę Polski.

## Kontrowersje
W 2019 w czasie kampanii wyborczej do Parlamentu Europejskiego zaprezentował „Piątkę Konfederacji”, która mogłaby w jego ocenie stanowić podstawowe postulaty ugrupowania trafiające do wyborców. Jego słowa – Nie chcemy: Żydów, homoseksualistów, aborcji, podatków i Unii Europejskiej – wywołały kontrowersje komentowane przez ogólnopolskie media. Później tłumaczył, że słowa te zostały wyrwane z kontekstu i są błędnie interpretowane, podczas gdy chciał przekazać „sprzeciw względem roszczeń do mienia bezspadkowego, sprzeciw wobec promocji LGBT w szkołach, sprzeciw wobec aborcji, sprzeciw wobec wysokich i skomplikowanych podatków, sprzeciw wobec obecnej Unii Europejskiej”.
W latach 2016–2019 koordynował partyjny program „Dobry rząd”, który miał na celu przygotowanie 100 projektów ustaw składających się na „kompleksowy plan naprawy sytuacji ekonomiczno-gospodarczej i społecznej polskiego państwa”. Wśród nich znalazły się przepisy m.in. wprowadzające karalność osób przerywających ciążę, instytucję „nierozerwalnego małżeństwa”, „lekkie kary cielesne”, a także znoszące zakaz stosowania mowy nienawiści i propagowania ustrojów totalitarnych. Mentzen później stwierdził, że nie jest autorem większości z tzw. „100 ustaw” oraz że z niektórymi się nie zgadza i nie poparłby ich.
Od 2020 roku organizuje spotkania pod hasłem „Piwo z Mentzenem”, podczas których uczestnicy mogą zakupić piwa z Browaru Mentzen. Polityk wielokrotnie nie odpowiadał na pytania, wyjaśniając, że podczas spotkań wypija ok. 5 piw, więc nie jest w stanie dyskutować na trudne tematy. Akcja ta była krytykowana w mediach oraz przez niektóre środowiska (m.in. Annę Górską, Macieja Koniecznego, Maję Staśko, Jana Śpiewaka) za promocję alkoholu. Po spotkaniu, które odbyło się 26 maja 2023 roku w Warszawie, do sieci trafiło nagranie z pijanym politykiem. W październiku 2023 kontrowersje wywołała jego wypowiedź, w której twierdził, że „piwo nie jest typowym napojem alkoholika” i że „od piwa nie jest tak łatwo się uzależnić”, co wywołało oburzenie w sieci jako stanowisko niezgodne z obecną wiedzą naukową.
Jest zwolennikiem „lekkich kar cielesnych” stosowanych na dzieciach. Przedstawił naukowo obaloną tezę, według której „dzieci, które dostają klapsy, mają mniej problemów niż te, które w ogóle nie są karane”.
31 sierpnia 2024 rozpoczął prowadzenie kampanii prezydenckiej przed zarządzeniem przez marszałka Sejmu terminu wyborów prezydenckich w 2025, co spotkało się z licznymi głosami o złamaniu przez Mentzena prawa.
Mentzen przedstawiał fałszywe informacje związane z ludnością ukraińską zamieszkującą Polskę. Dotyczyły one m.in. emerytury dla Ukraińców, która rzekomo miała być przyznawana po jednym dniu pracy. Według Anny Mierzyńskiej, publicystki portalu OKO.press, między wrześniem a październikiem 2023 roku zamieścił on 22 wpisy na Facebooku o treści antyukraińskiej. W 2025 został wpisany do bazy danych organizacji Centrum „Myrotworeć”, zajmującej się identyfikowaniem osób uznanych za „wrogów Ukrainy”. Jego wypowiedzi związane z Ukrainą przez komentatorów określane bywały jako prowokacyjne czy spójne z rosyjską propagandą.
W marcu 2025 kontrowersje wzbudził wywiad na Kanale Zero z jego uczestnictwem, podczas którego m.in. określił gwałt pedofila na nastolatce jako „straszną tragedię”, natomiast, według późniejszych tłumaczeń Mentzena, ewentualną związaną z gwałtem ciążę jako „nieprzyjemność”, co przez niektóre źródła zostało uznane za opinię o samym gwałcie.

## Wyniki wyborcze
| Wybory | Komitet wyborczy    | Komitet wyborczy                                                                | Organ                            | Okręg                    | Wynik              |
| ------ | ------------------- | ------------------------------------------------------------------------------- | -------------------------------- | ------------------------ | ------------------ |
| 2018   |                     | Komitet Wyborczy Wyborców Sławomir Mentzen                                      | Prezydent Miasta Torunia         | Prezydent Miasta Torunia | 3184 (3,94%)       |
| 2018   | Rada Miasta Torunia | Komitet Wyborczy Wyborców Sławomir Mentzen                                      | nr 1                             | 513 (2,43%)              |                    |
| 2019   |                     | Konfederacja KORWiN Braun Liroy Narodowcy                                       | Parlament Europejski IX kadencji | nr 1                     | 16 718 (2,02%)     |
| 2019   |                     | Konfederacja Wolność i Niepodległość                                            | Sejm IX kadencji                 | nr 5                     | 16 892 (3,73%)     |
| 2023   | Sejm X kadencji     | Konfederacja Wolność i Niepodległość                                            | nr 19                            | 101 269 (5,91%)          |                    |
| 2025   |                     | KW Kandydata na Prezydenta Rzeczypospolitej Polskiej Sławomira Jerzego Mentzena | Prezydent RP                     | Prezydent RP             | 2 902 448 (14,81%) |

## Życie prywatne
Jego pradziadek Józef Mentzen był Niemcem mieszkającym w okolicach Tucholi, który ożenił się z Polką. Sławomir Mentzen jest synem Elżbiety i Mieczysława. Zamieszkał w Toruniu. Jest żonaty z Agnieszką, ma troje dzieci: Franciszka, Helenę i Alicję.
Deklaruje się jako katolik. Twierdzi, że ma zdiagnozowany zespół Aspergera. 
W 2018 podpisał Akt Konfederacji Gietrzwałdzkiej. Sygnatariusze dokumentu deklarują wolę poddania ich życia prywatnego i publicznego „panowaniu” Chrystusa oraz Maryi, jednocześnie uznając objawienia w Gietrzwałdzie za „właściwy azymut w drodze do Wielkiej Polski Katolickiej”. 

## Publikacje
- Sanacja plus. Zbiór felietonów, Toruń: nakład własny, 2018, ISBN 978-83-950983-0-7. Brak numerów stron w książce
- I kto tu jest szurem? Zbiór felietonów, Toruń: nakład własny, 2019, ISBN 978-83-950983-2-1. Brak numerów stron w książce
- Filozofia XD, Częstochowa: 3dom, 2020, ISBN 978-83-66227-46-0. Brak numerów stron w książce
- Tak trzeba żyć, Warszawa: 3S Media, 2023, ISBN 978-83-67135-03-0. Brak numerów stron w książce